# Taylorsville, North Carolina
Taylorsville är administrativ huvudort i Alexander County i North Carolina. Orten har fått sitt namn efter Zachary Taylor. Taylorsville hade 2 098 invånare enligt 2010 års folkräkning.

## Kända personer från Taylorsville
- Harry Gant, racerförare
- Rex White, racerförare